# 中国互联网协会
中国互联网协会是中华人民共和国从事互联网行业的网络运营商、服务提供商、设备制造商、系统集成商以及科研、教育机构等多家互联网从业者共同发起成立的一个协会。现有会员140多个，大部分为团体成员，也吸纳了一些在中国互联网界有较大影响的个人成员。协会成立于2001年5月25日，业务主管单位是工业和信息化部，办公地点在北京市。首任理事长为中国科协副主席胡启恒，现任理事长为尚冰。

## 历任领导

### 第一届理事会
- 任期：2001年5月－2004年8月
- 理事长：胡启恒
- 副理事长：孙枕戈、刘积仁、刘韵杰、何东君、苏金生、吴建平、吴恒权、宋玲、冷荣泉、林建华、郭为、钱小芊、钱华林、桂文庄、常小兵、高卢麟、顾冠群、寇晓伟、鲁向东、蒋耀平、王志东（卸任）、汪延（增补）
- 秘书长：蒋耀平（兼）

### 第二届理事会[2]
- 任期：2004年8月－2008年9月
- 理事长：胡启恒
- 副理事长：丁磊、方滨兴、艾伟、孙枕戈、何加正、吴建平、张朝阳、李正茂、李伍峰、汪延、苏金生、季金奎、林建华、赵继东、钱华林、高卢麟、高新民、寇晓伟、常小兵、鲁炜、鲁向东
- 秘书长：黄澄清
- 副秘书长：陈因、韩夏、马宁

### 第三届理事会[3]
- 任期：2008年9月－2013年7月
- 理事长：胡启恒
- 副理事长：马化腾、马云、丁磊、方滨兴、王秀军、左迅生、何加正、吴建平、张朝阳、李伍峰、李彦宏、杨小伟、汪文斌、苏金生、周锡生、钱华林、高卢麟、高新民、曹国伟、黄澄清、舒骏、鲁向东
- 秘书长：黄澄清
- 副秘书长：马宁、韩夏、熊四皓

### 第四届理事会[4]
- 任期：2013年7月－2019年9月
- 理事长：邬贺铨
- 副理事长：丁磊、马云、马化腾、王高飞、毛伟、田舒斌、李彦宏、杨小伟、吴建平、汪文斌、沙跃家、张力军、张朝阳、邵广禄、周鸿祎、俞永福、钱华林、高卢麟、高剑云、高新民、黄冀、黄向阳、黄澄清、曹淑敏、韩夏
- 秘书长：卢卫
- 副秘书长：石现升、刘杰、孙永革、熊四皓

### 第五届理事会
- 任期：2019年9月－
- 理事长：尚冰
- 副理事长：丁磊、马化腾、王兴、王小川、王文京、王冰松、王国权、王学民、王高飞、毛伟、卢卫田、舒斌、田溯宁、刘多、刘东、刘强东、齐向东、孙丕恕、买彦州、李忠宝、李彦宏、李晓东、吴建平、何桂立、张勇、张力军、张朝阳、邵智宝、周云杰、周鸿祎、俞敏洪、黄澄清、曹淑敏、梁建章、梁晓涛、程维、曾宇、雷军、简勤、廖方宇
- 秘书长：刘多
- 副秘书长：何桂立、宋茂恩、裴玮